# 오노촌 (오카야마현 아이다군)
오노촌(大野村)은 오카야마현 아이다군에 있던 촌이다. 1900년 3월 31일까지 요시노군에 속했다.